# Sant Blai (Pere Fernández)
Sant Blai és un quadre de Pere Fernández pintat cap a 1517 que actualment forma part de la col·lecció permanent del Museu Nacional d'Art de Catalunya; va ser adquirit pel museu el 1986.
La taula degué ser un compartiment del mateix políptic al qual va pertànyer una altra en què apareix Sant Gregori, avui al Fogg Art Museum de la Universitat Harvard. Ambdues pintures s'atribueixen des del punt de vista estilístic al pintor convencionalment anomenat pseudo-Bramantí, identificat amb Pere Fernández, oriünd de Múrcia, que va fer entre el 1519 i el 1521 el retaule de Santa Helena per a la Seu de Girona, un artista que figura entre els principals introductors del llenguatge renaixentista a Catalunya.

## Descripció
Sant Blai, en primer terme, està assegut en l'ampit d'un pòrtic obert a un paisatge. Porta a les mans el llibre sagrat i la carda de llana que va ser l'instrument del seu martiri. Vesteix luxosament segons el seu rang episcopal: dalmàtica blanca, túnica vermella, estola blava, capa pluvial verda amb brodats vegetals sobre fons d'or i mitra blanca amb incrustacions de pedres precioses.

## Anàlisi
La mirada enigmàtica podria suggerir que la doctrina juntament amb la virtut sobrenatural de la Fe són el camí de la veritat, dos conceptes els símbols dels quals es troben al llibre i a la carda. De pinzellada gairebé imperceptible, la factura d'aquesta obra denota el coneixement directe de l'estil bramantí i de la retratística llombarda, a més d'acusar la influència de Leonardo i Rafael. Es tracta d'una creació amb una anàlisi psicològica notable, una relació de quietud entre la figura i l'espai, que se serveix de la perspectiva per enaltir la categoria intel·lectual i la figura majestuosa del sant bisbe de Sebasta.